# Sân bay quốc tế O'Hare
Sân bay quốc tế O'Hare (tiếng Anh: O'Hare International Airport) (IATA: ORD, ICAO: KORD, LID FAA: ORD) là sân bay tọa lạc tại Chicago, Illinois, 27 km về phía tây bắc của Chicago Loop. Đây là trung tâm của hãng United Airlines và trung tâm lớn thứ hai của hãng American Airlines (sau Sân bay quốc tế Dallas/Fort Worth tại Dallas/Fort Worth). Sân bay này do Sở hàng không thành phố Chicago quản lý.
Trước 2005, O'Hare là sân bay bận rộn nhất thế giới về số lượng máy bay cách và hạ cánh. Năm đó (2005), chủ yếu là do các hạn chế bởi chính phủ liên bang giảm các chuyến chậm trễ ở O'Hare, Sân bay Quốc tế Hartsfield-Jackson Atlanta đã trở thành sân bay bận rộn nhất. Năm 2006 O'Hare lại lấy lại danh hiệu số 1 này. O'Hare hiện nay chiếm 1/6 Hoa Kỳ về hủy chuyến.. O'Hare cũng có 60 tuyến quốc tế. Năm 2005, O'Hare xếp thứ 4 ở Hoa Kỳ về khách quốc tế, chỉ xếp sau: Sân bay quốc tế John F. Kennedy ở New York, Sân bay Quốc tế Los Angeles, và Sân bay quốc tế Miami. O'Hare International Airport được bầu chọn là sân bay tốt nhất Bắc Mỹ năm 2003 bởi bạn đọc của U.S. Edition of Business Traveler Magazine, trong 6 năm liên tục ở nhóm đầu.
Dù O'Hare là sân bay chính của Chicago, Sân bay Midway, sân bay thứ hai của Chicago, gần the Loop hơn, Chicago Loop là quận tài chính và kinh doanh chính của Chicago.

## Các tai nạn
Đã có 1057 người thiệt mạng khi tham gia các chuyến bay từ hoặc đến Sân bay quốc tế O'Hare

## Hãng hàng không và tuyến bay

### Hành khách
| Hãng hàng không                                 | Các điểm đến | Nhà ga/ Hành lang |
| ----------------------------------------------- | --- | ----------------- |
| Aer Lingus                                      | Dublin | 5M                |
| Aeroméxico                                      | Guadalajara, Thành phố México Theo mùa: Monterrey, Morelia, Puerto Vallarta Thuê chuyến theo mùa: Cozumel, Huatulco, Ixtapa/Zihuatanejo | 5M                |
| Air Canada                                      | Toronto–Pearson | 2E                |
| Air Canada Express                              | Montréal–Trudeau, Toronto–Pearson | 2E                |
| Air Choice One                                  | Burlington (IA), Decatur, Ironwood, Mason City | 3L                |
| Air France                                      | Theo mùa: Paris–Charles de Gaulle | 5M                |
| Air India                                       | Delhi, Hyderabad | 5M                |
| Alaska Airlines                                 | Anchorage, Portland (OR), Seattle/Tacoma Thuê chuyến: Puerto Vallarta | 3L                |
| Alitalia                                        | Theo mùa: Rome–Fiumicino | 5M                |
| All Nippon Airways                              | Tokyo–Narita | 1C                |
| American Airlines                               | Atlanta (bắt đầu từ ngày Tháng 3 năm 29, 2015), Austin, Bắc Kinh-Thủ đô, Boston, Cancún, Charlotte, Dallas/Fort Worth, Denver, Fort Lauderdale, Fort Myers, Kansas City (tiếp tục lại từ ngày 29/3/2015), Las Vegas, London–Heathrow, Los Angeles, Thành phố México, Miami, Minneapolis/St. Paul, New York–JFK, New York–LaGuardia, Newark (bắt đầu từ ngày Tháng 3 năm 29, 2015), Orange County (CA), Orlando, Paris–Charles de Gaulle, Philadelphia, Phoenix, Portland (OR), Raleigh/Durham, Reno/Tahoe, St. Louis, San Antonio (bắt đầu từ ngày 29 tháng 3, 2015), San Diego, San Francisco, San Jose (CA), San Juan, Seattle/Tacoma, Shanghai‑Pudong, Tampa, Tokyo–Narita, Tucson, Tulsa, Washington–National, West Palm Beach Theo mùa: Cozumel, Dublin, Düsseldorf, Eagle/Vail, Jackson Hole, Manchester (UK), Montego Bay, Palm Springs, Puerto Vallarta, Rome–Fiumicino, San José del Cabo | 3H, 3K, 3L        |
| American Eagle                                  | Albuquerque, Atlanta, Baltimore, Bismarck, Bloomington/Normal, Buffalo, Cedar Rapids/Iowa City, Champaign/Urbana, Charlottesville, Chattanooga, Cincinnati, Cleveland, Columbia (MO), Columbus (OH), Dayton, Denver, Des Moines, Detroit, Dubuque, El Paso, Evansville, Fargo, Flint, Fayetteville/Bentonville, Fort Wayne, Grand Rapids, Green Bay, Harrisburg, Hartford, Houston–Intercontinental, Huntsville, Indianapolis, Jacksonville (FL), Kalamazoo, Kansas City, Kitchener/Waterloo, Knoxville, La Crosse, Lexington, Little Rock, Louisville, Madison, Manhattan (KS), Marquette, Memphis, Milwaukee, Minneapolis/St. Paul, Moline-Quad Cities, Montréal–Trudeau, Nashville, New Orleans, Newark, Oklahoma City, Omaha, Peoria, Philadelphia, Pittsburgh, Richmond, Rochester (MN), Rochester (NY), St. Louis, Salt Lake City, San Antonio, Sioux City, Sioux Falls, Springfield/Branson, Syracuse, Toledo, Toronto–Pearson, Traverse City, Tulsa, Washington–National, Waterloo, Wausau/Stevens Point, White Plains, Wichita Theo mùa: Hayden/Steamboat Springs, Rapid City | 3G, 3H, 3K, 3L    |
| Asiana Airlines                                 | Seoul–Incheon | 5M                |
| Austrian Airlines                               | Vienna (bắt đầu từ ngày 1 tháng 4 năm 2015) | 5M                |
| Austrian Airlines vận hành bởi Tyrolean Airways | Vienna (kết thúc từ ngày 31 tháng 3 năm 2015) | 5M                |
| Avianca El Salvador                             | San Salvador | 5M                |
| BH Air                                          | Thuê chuyến: Sofia (bắt đầu từ ngày 16 tháng 5 năm 2015) | 5M                |
| British Airways                                 | London–Heathrow | 5M                |
| Cathay Pacific                                  | Hong Kong | 5M                |
| Cayman Airways                                  | Theo mùa: Grand Cayman | 5M                |
| Copa Airlines                                   | Panama City | 5M                |
| Delta Air Lines                                 | Atlanta, Detroit, Minneapolis/St. Paul, Salt Lake City Theo mùa: Paris–Charles de Gaulle | 2E, 5M            |
| Delta Connection                                | Atlanta, Cincinnati, Detroit, Minneapolis/St. Paul, New York–JFK, Salt Lake City | 2E                |
| Delta Shuttle                                   | New York–LaGuardia | 2E                |
| Emirates                                        | Dubai-International | 5M                |
| Etihad Airways                                  | Abu Dhabi | 5M                |
| Finnair                                         | Theo mùa: Helsinki (bắt đầu từ ngày 13 tháng 6 năm 2015) | 5M                |
| Frontier Airlines                               | Atlanta, Denver, Las Vegas, Los Angeles (bắt đầu từ ngày 14/4/2015), Miami, Orlando, Philadelphia, Phoenix, Salt Lake City, Tampa, Trenton (bắt đầu từ ngày 15/4/2015), Washington-Dulles Theo mùa: Austin (bắt đầu từ ngày 14/4/ 2015), Fort Myers (kết thúc từ ngày 29/4/ 2015), Liberia, Puerto Vallarta, Punta Cana, Raleigh/Durham (bắt đầu từ ngày 30 tháng 4 năm 2015), San Francisco (bắt đầu từ ngày 30/4/2015), San José del Cabo Thuê chuyến: Cancún | 3L                |
| Hainan Airlines                                 | Bắc Kinh-Thủ đô | 5M                |
| Iberia                                          | Madrid | 3K                |
| Japan Airlines                                  | Tokyo–Narita | 3K                |
| JetBlue Airways                                 | Boston, New York–JFK, San Juan | 3L                |
| KLM                                             | Amsterdam | 5M                |
| Korean Air                                      | Seoul–Incheon | 5M                |
| LOT Polish Airlines                             | Warsaw–Chopin | 5M                |
| Lufthansa                                       | Düsseldorf, Frankfurt, Munich | 1B                |
| Norwegian Air Shuttle                           | Paris, London, Roma | 5M                |
| Qatar Airways                                   | Doha | 5M                |
| Royal Jordanian                                 | Amman–Queen Alia | 5M                |
| Scandinavian Airlines                           | Copenhagen, Stockholm–Arlanda | 5M                |
| Spirit Airlines                                 | Atlanta, Baltimore, Dallas/Fort Worth, Denver, Fort Lauderdale, Houston–Intercontinental, Kansas City (kết thúc từ ngày 6 tháng 5 năm 2015), Las Vegas, Los Angeles, Minneapolis/St. Paul, New Orleans, New York–LaGuardia, Oakland, Orlando, Philadelphia (bắt đầu từ ngày April 16, 2015), Pittsburgh-Latrobe (bắt đầu từ ngày 7 tháng 5 năm 2015), San Diego (bắt đầu từ ngày 16 tháng 4 năm 2015), Tampa Theo mùa: Atlantic City, Boston, Fort Myers, Myrtle Beach, Phoenix, Portland (OR) | 3L                |
| Swiss International Air Lines                   | Zürich | 5M                |
| Turkish Airlines                                | Istanbul–Atatürk | 5M                |
| United Airlines                                 | Albany, Amsterdam, Atlanta, Austin, Baltimore, Bắc Kinh-Thủ đô, Belize City, Boise, Boston, Brussels, Calgary, Cancún, Charlotte, Cleveland, Columbus (OH), Dallas/Fort Worth, Denver, Des Moines, Detroit, Fort Lauderdale, Frankfurt, Grand Rapids, Harrisburg, Hartford, Hong Kong, Honolulu, Houston–Intercontinental, Indianapolis, Jacksonville (FL), Kansas City, Las Vegas, London–Heathrow, Los Angeles, Madison, Thành phố México, Minneapolis/St. Paul, Munich, New Orleans, New York‑LaGuardia, Newark, Oklahoma City (bắt đầu từ ngày 6 tháng 5 năm 2015), Omaha, Orange County (CA), Orlando, Paris‑Charles de Gaulle, Philadelphia, Phoenix, Pittsburgh, Portland (OR), Providence, Richmond, Rochester (NY), Sacramento, Salt Lake City, San Antonio, San Diego, San Francisco, San Jose de Costa Rica, San Juan, São Paulo–Guarulhos, Sarasota, Seattle/Tacoma, Shanghai–Pudong, Singapore, Tampa, Tokyo–Narita, Toronto–Pearson, Vancouver, Washington–Dulles, Washington–National, Wichita (bắt đầu từ ngày 6 tháng 5 năm 2015) Theo mùa: Anchorage, Aruba, Bozeman, Cozumel, Dublin (bắt đầu từ ngày 4 tháng 6 năm 2015), Edinburgh, Fairbanks, Fort Myers, Jackson Hole, Kahului, Liberia, Miami, Montego Bay, Montrose, Nashville (bắt đầu từ ngày 2/7/2015), Nassau, Palm Springs, Puerto Vallarta, Punta Cana, Raleigh/Durham, Rome–Fiumicino (bắt đầu từ ngày 16 tháng 5 năm 2015), Shannon, St. Maarten, St. Thomas, San José del Cabo, West Palm Beach | 1B, 1C            |
| United Express                                  | Akron/Canton, Albany, Albuquerque, Allentown/Bethlehem, Appleton, Asheville, Aspen, Atlanta, Austin, Baltimore, Birmingham (AL), Boise, Boston, Buffalo, Burlington (VT), Calgary, Cedar Rapids/Iowa City, Charleston (SC), Charleston (WV), Charlotte, Cincinnati, Cleveland, Colorado Springs, Columbia (SC), Columbus (OH), Dallas/Fort Worth, Dayton, Des Moines, Detroit, Duluth, Eau Claire, Evansville (bắt đầu từ ngày 4/6/ 2015), Edmonton, Elmira/Corning, Erie, Flint, Fargo, Fayetteville/Bentonville, Fort Wayne, Grand Rapids, Green Bay, Greensboro, Greenville/Spartanburg, Halifax, Houghton/Hancock, Harrisburg, Hartford, Houston–Intercontinental, Huntsville, Indianapolis, Jackson (MS), Jacksonville (FL), Kansas City, Knoxville, Lansing, Lexington, Lincoln, Little Rock, London (ON), Louisville, Madison, Manchester (NH), Memphis, Miami, Milwaukee, Minneapolis/St. Paul, Mobile, Moline/Quad Cities, Monterrey, Montréal–Trudeau, Muskegon, Nashville, New Orleans, New York–LaGuardia, Newark, Norfolk, Oklahoma City, Omaha, Ottawa, Paducah, Peoria, Philadelphia, Pittsburgh, Portland (ME), Providence, Quebec City, Raleigh/Durham, Richmond, Roanoke, Rochester (NY), St. Louis, Saginaw, Salt Lake City, San Antonio, Savannah, Sioux Falls, South Bend, Springfield (IL), Springfield/Branson, State College, Syracuse, Toronto–Pearson, Traverse City, Tulsa, Washington–Dulles, Washington–National, Wausau/Stevens Point, White Plains/Yonkers, Wichita, Wilkes–Barre/Scranton, Winnipeg Theo mùa: Bangor, Billings, Bozeman, Cody, Fort Myers, Gunnison/Crested Butte, Hayden/Steamboat Springs, Kalispell, Missoula, Montrose, Myrtle Beach, Nassau, Pensacola, Rapid City, Sarasota | 1B, 1C, 2E1, 2F1  |
| Virgin America                                  | Los Angeles, San Francisco | 3L                |
| Virgin Atlantic                                 | Theo mùa: London–Heathrow | 5M                |
| Volaris                                         | Guadalajara, Thành phố México | 5M                |
| WestJet                                         | Theo mùa: Calgary | 3L                |

1 Quần làm thủ tục lên máy bay và khu vực hành lý của hãng United nằm ở ga Terminal 1 nhưng sử dụng hành lang E và F, thuộc ga Terminal 2.

### Các điểm đến tương lai
EVA Air sẽ có tuyến bay chở khách đến O'Hare mùa hè 2016. Philippine Airlines cũng có ý định bay thẳng giữa Manila và O'Hare, khoảng năm 2015 hoặc 2016.
Air Serbia có thể bổ sung O'Hare nửa sau năm 2015.

### Hàng hóa
| Hãng hàng không                           | Các điểm đến                                                                                             |
| ----------------------------------------- | --- |
| AeroUnion                                 | Thành phố México                                                                                         |
| AirBridgeCargo Airlines                   | Amsterdam, Krasnoyarsk, Moscow–Domodedovo                                                                |
| Air China Cargo                           | Anchorage, New York–JFK                                                                                  |
| Air France Cargo                          | Dublin, Glasgow-Prestwick, New York–JFK, Paris–Charles de Gaulle                                         |
| Asiana Cargo                              | Anchorage, Atlanta, Detroit, Houston–Intercontinental, New York–JFK, Portland (OR), Seoul–Incheon        |
| Atlas Air                                 | Anchorage, Miami                                                                                         |
| Cargolux                                  | Anchorage, Atlanta, Dallas/Fort Worth, Hong Kong, Indianapolis, Los Angeles, Luxembourg, New York–JFK    |
| Cathay Pacific Cargo                      | Anchorage, New York–JFK                                                                                  |
| China Airlines Cargo                      | Anchorage, Houston–Intercontinental, San Francisco, Seattle/Tacoma                                       |
| China Cargo Airlines                      | Anchorage, Atlanta, Dallas/Fort Worth                                                                    |
| China Southern Cargo                      | Thượng Hải-Phố Đông                                                                                      |
| DHL Aviation vận hành bởi Atlas Air       | Cincinnati                                                                                               |
| Emirates SkyCargo                         | Copenhagen                                                                                               |
| Etihad Cargo                              | Abu Dhabi, Miami                                                                                         |
| EVA Air Cargo                             | Anchorage, Đài Bắc-Đào Viên                                                                              |
| FedEx Express                             | Fort Worth/Alliance, Grand Rapids, Indianapolis, Memphis, Newark                                         |
| Kalitta Air                               | Anchorage, Khabarovsk, Newark, New York–JFK                                                              |
| Korean Air Cargo                          | Anchorage, Los Angeles, San Francisco, Seattle/Tacoma, Toronto–Pearson                                   |
| LOT Polish Airlines vận hành bởi Cargojet | Warsaw–Chopin                                                                                            |
| Lufthansa Cargo                           | Anchorage, Atlanta, Frankfurt, Guadalajara, Los Angeles, Manchester (UK), Thành phố México, New York-JFK |
| Lufthansa Cargo vận hành bởi AeroLogic    | Frankfurt                                                                                                |
| Nippon Cargo Airlines                     | Anchorage, Dallas/Fort Worth, Hahn, New York-JFK                                                         |
| Qantas Freight vận hành bởi Atlas Air     | Trùng Khánh, Melbourne, Sydney                                                                           |
| Qatar Airways Cargo                       | Amsterdam, Doha, Los Angeles, Milan–Malpensa                                                             |
| Singapore Airlines Cargo                  | Anchorage, Atlanta, Brussels, Dallas/Fort Worth, Los Angeles                                             |
| UPS Airlines                              | Cologne/Bonn, Columbus–Rickenbacker, Louisville, Philadelphia                                            |
| Yangtze River Express                     | Anchorage, Brussels (bắt đầu từ ngày 29 tháng 3 năm 2015), Shanghai–Pudong                               |